# Mister Wu (film 1927)
Mister Wu (Mr. Wu) è un film muto del 1927 diretto da William Nigh e uscito in distribuzione il 26 marzo 1927.

## Produzione
Il film fu prodotto dalla Metro-Goldwyn-Mayer (MGM) con un budget stimato di 267.000 dollari. Venne girato ai Metro-Goldwyn-Mayer Studios al 10202 di W. Washington Blvd. a Culver City. Le riprese durarono dal 26 novembre 1926 al 22 gennaio 1927.

## Distribuzione
Distribuito dalla Metro-Goldwyn-Mayer (MGM), il film uscì nelle sale cinematografiche statunitensi il 26 marzo 1927.
Nel 2007, è uscita una edizione in DVD pubblicata dalla eMoviez in NTSC.

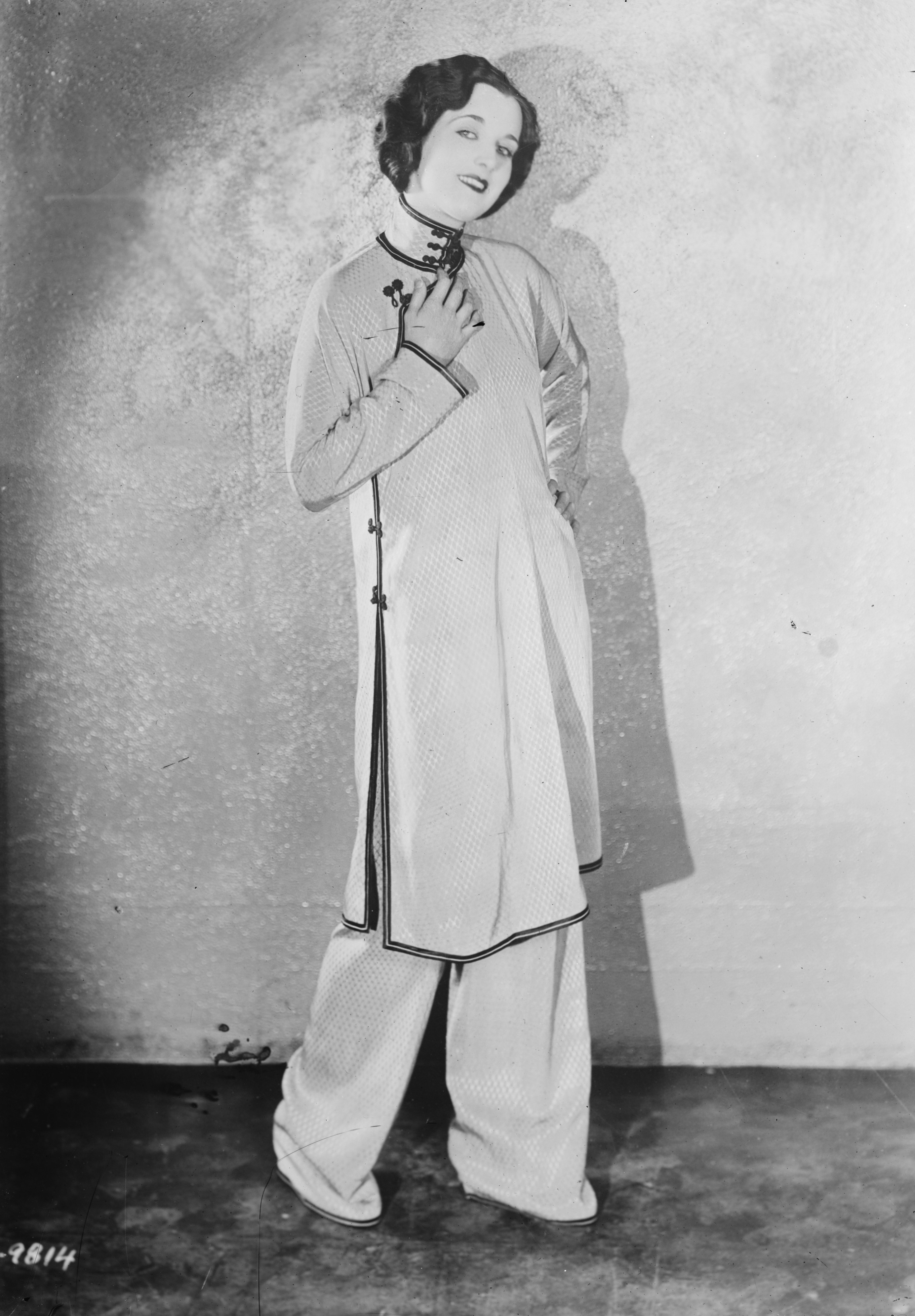
Gertrude Olmstead (22 marzo 1927)

## Differenti versioni
Il lavoro teatrale di Maurice Vernon e Harold Owen fu portato sullo schermo in diversi adattamenti:
- Mr. Wu di Maurice Elvey (1919)
- Mr. Wu di Lupu Pick (1919)
- Mr. Wu (1920)
- Mister Wu (Mr. Wu) di William Nigh (1927)
- Wu Li Chang di Carlos F. Borcosque, Nick Grinde (1930)